# 哈澤德岩
64°59′S 63°44′W / 64.983°S 63.733°W
哈澤德岩（Hazard Rock），是南極洲的岩石，位於葛拉漢地的丹科海岸，處於雷納德角東北面5公里的巴特勒海峽東部，海拔高度1米，現時由南極條約體系管理。